# Suban Ayam
Suban Ayam is een bestuurslaag in het regentschap Rejang Lebong van de provincie Bengkulu, Indonesië. Suban Ayam telt 2570 inwoners (volkstelling 2010).